# Site à chiroptères de la vallée de la Bar
Site à chiroptères de la vallée de la Bar este o arie protejată (sit de importanță comunitară — SCI) din Franța întinsă pe o suprafață de 2.228 ha, integral pe uscat.

## Localizare
Centrul sitului Site à chiroptères de la vallée de la Bar este situat la coordonatele 49°35′31″N 4°49′25″E / 49.59194°N 4.82361°E.

## Înființare
Situl Site à chiroptères de la vallée de la Bar a fost declarat arie specială de conservare în baza directivei 92/43 din 1992 referitoare la conservarea habitatelor naturale și a faunei și florei sălbatice pentru a proteja 14 specii de animale.

## Biodiversitate
Situată în ecoregiunea continentală, aria protejată conține 8 habitate naturale: Fânețe de joasă altitudine (Alopecurus pratensis, Sanguisorba officinalis), Liziere de ierburi înalte hidrofile de câmpie și de nivel montan până la alpin, Cursuri de apă de la nivel de câmpie la nivel montan, cu vegetație Ranunculion fluitantis și Callitricho-Batrachion, Păduri aluvionare cu Alnus glutinosa și Fraxinus excelsior (Alno-Padion, Alnion incanae, Salicion albae), Păduri de fag Luzulo-Fagetum, Păduri de fag din Europa Centrală dezvoltate pe sol calcaros cu Cephalanthero-Fagion, Păduri de stejar sau de stejar și carpen sub-atlantice și medio-europene de Carpinion betuli, Păduri de fag Asperulo-Fagetum.
La baza desemnării sitului se află mai multe specii protejate:
- amfibieni (1): triton cu creastă (Triturus cristatus)
- mamifere (7): liliac cârn (Barbastella barbastellus), liliac cu urechi mari (Myotis bechsteinii), liliac de iaz (Myotis dasycneme), liliac cărămiziu (Myotis emarginatus), liliac comun (Myotis myotis), liliacul mare cu potcoavă (Rhinolophus ferrumequinum), liliacul mic cu potcoavă (Rhinolophus hipposideros)
- nevertebrate (2): Coenagrion mercuriale, fluturele purpuriu (Lycaena dispar)
- pești (4): zglăvoacă (Cottus gobio), Cottus perifretum, cicar (Lampetra planeri), boarță (Rhodeus amarus)

Pe lângă speciile protejate, pe teritoriul sitului au mai fost identificate 2 specii de păsări, 7 specii de mamifere.